# Камшилов, Олег Анатольевич
Олег Анатольевич Камшилов (род. 1 января 1969 года, с. Пикетное, Марьяновский район, Омская область, СССР) — российский государственный деятель, юрист. Прокурор Республики Крым с 2 февраля 2017 года. Действительный государственный советник юстиции Российской Федерации 2 класса (2018).
Первый заместитель прокурора города Москвы с 24 ноября 2015 по 28 декабря 2016.

## Биография
Родился в 1969 году в с. Пикетном Марьяновского района Омской области.
В 1988—1989 проходил службу в рядах Советской Армии.
После окончания в 1992 году Омского государственного университета начал трудовую деятельность в органах прокуратуры с должности помощника прокурора Марьяновского района Омской области.
В 1996 — 2000 — прокурор Черлакского района Омской области.
В 2000 — 2003 — начальник отдела по надзору за исполнением законов органами ГНС, ФСНП и ФСБ прокуратуры Омской области.
В 2003— 2006 — первый заместитель Омского городского прокурора.
В 2006 — 2015 — заместитель, первый заместитель прокурора Красноярского края.
с 24 ноября 2015 — 28 декабря 2016 года — первый заместитель прокурора города Москвы.
с 2 февраля 2017 года — прокурор Республики Крым.

### Прокурор Крыма
27 декабря 2016 года стало известно, что Генпрокурор Юрий Чайка внес кандидатуру первого заместителя прокурора Москвы Олега Камшилова на должность прокурора Республики Крым. Его кандидатуру в ходе заседания одобрили депутаты крымского парламента.
В свою очередь, Олег Камшилов обозначил приоритеты своей работы в следующих пунктах. На первое место он поставил защиту социальных прав жителей Крыма, на второе – законность использования бюджетных средств, также поддержание правопорядка.
2 февраля 2017 года назначен прокурором Республики Крым.
11 июня 2018 года Олегу Камшилову присвоен классный чин государственный советник юстиции 2-го класса.

### Проверка, связанная с фильмом «Матильда»
8 августа 2017 года прокурор Республики Крым Олег Камшилов заявил, что накажет своих подчиненных из Прокуратуры города Симферополя, которые запретили кинотеатрам Симферополя показывать трейлер фильма Матильда. Однако, сам запрет вызвал неоднозначную реакцию со стороны нового прокурора Крыма Олега Камшилова, в связи с этим Прокуратура Республики Крым начала служебную проверку.
Как стало известно, что при подготовке акта реагирования они грубо нарушили порядок рассмотрения обращений и принятия соответствующих решений. В настоящее время принято решение, что само обращение депутата Госдумы РФ Натальи Поклонской будет рассматривать прокуратура Крыма. Вскоре предостережение было признано недействительным и отменено.

### Санкции
20 июня 2017 года прокурора Республики Крым Олега Камшилова внесли в новый санкционный список США. США расширили санкции против Российской Федерации. В частности, в санкционный список были добавлены 38 физических лиц и организаций.
1 сентября Правительство Австралии ввело санкции в отношении Олега Камшилова.

## Награды
- Медаль ордена «За заслуги перед Отечеством» II степени,
- Грамота Генерального прокурора Российской Федерации,
- Медаль Руденко,
- Медаль «290 лет прокуратуре России»,
- Юбилейная медаль "300 лет прокуратуре России",
- Почётный работник прокуратуры Российской Федерации[17].
- Нагрудный знак прокуратуры Российской Федерации «За безупречную службу»